# 北海道道1066号石狩湾新港線

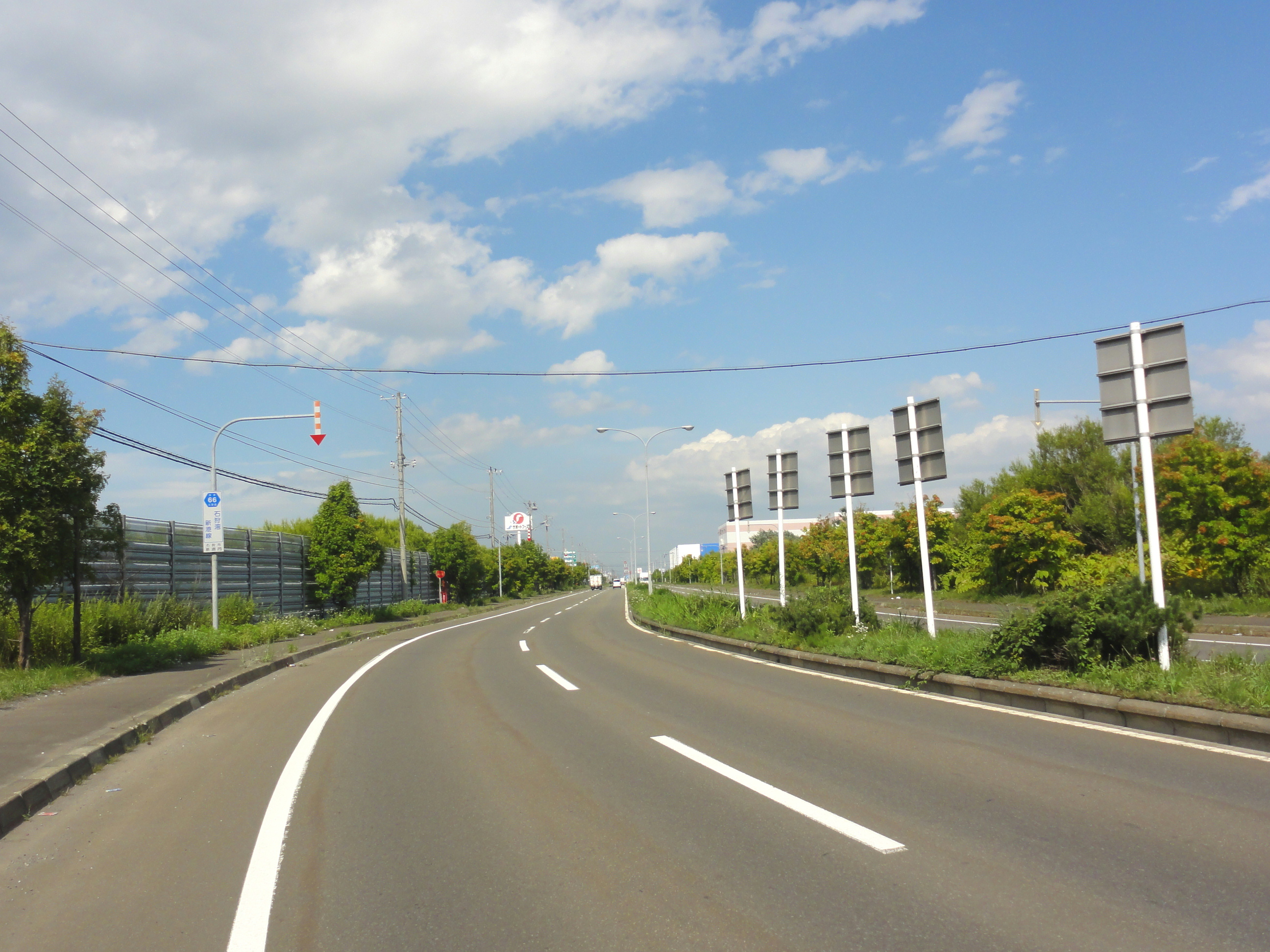
石狩市新港西付近。標識は「66」と表記されている。（2012年8月撮影）

北海道道1066号石狩湾新港線（ほっかいどうどう1066ごう いしかりわんしんこうせん）は、北海道小樽市と石狩市を結ぶ一般道道（北海道道）である。

## 概要

### 路線データ
- 起点：北海道小樽市銭函5丁目（石狩湾新港）
- 終点：北海道石狩市新港西2丁目（北海道道225号小樽石狩線交点）
- 総延長：2.122 km
- 実延長：2.092 km
- 重用延長：0.030 km

### 道路管理者
- 後志総合振興局 小樽建設管理部 事業課

## 歴史
- 1986年（昭和61年）3月31日 - 路線認定[1]。

## 地理

### 通過する自治体
- 後志総合振興局
  - 小樽市
- 石狩振興局
  - 石狩市

### 交差する道路
石狩市
- 北海道道225号小樽石狩線 - 新港西2丁目（終点）